# 스물하나의 비망록
"스물하나의 비망록"(스물하나의 備忘錄)은 1983년에 개봉한 대한민국의 영화이다.

## 캐스팅
- 송승환 : 손영빈 역
- 강문영 : 청조 역
- 강남길 : 임태환 역
- 남궁원 : 손창규 역
- 김인문 : 청조의 아버지 역
- 정재순
- 박선희
- 장정국
- 김민규
- 홍충길

## 스탭
- 기획/김여진
- 기획실장/김동진
- 각본/문상훈
- 촬영/팽정문
- 조명/김강일
- 음악/이철혁
- 주제가/황선영, 이정희
- 스틸/전창준
- 소품/김호길
- 편집/박순덕
- 녹음/김병수
- 효과/김경일
- 현상/영화진흥공사 현상실
- 녹음/영화진흥공사 녹음실
- 촬영보/유용옥, 문호진, 정순상
- 조명보/최재훈, 김일준, 유근복
- 제작부장/김이철
- 조감독/차성민, 권만회
- 제작/김화식
- 감독/김응천